# Charles Howard (1610-1681)
Charles Howard (25 december 1610 – Mortlake, Surrey, 26 april 1681) was een Engelse edelman. Hij was een zoon van Charles Howard, 1e graaf van Nottingham en zijn tweede vrouw Margaret Stuart.
Rond 1627 huwde hij met Arabella Smith († 1682). Dit huwelijk bleef kinderloos.
In 1642 volgde hij zijn broer op als 3e graaf van Nottingham en 4e baron Howard of Effingham. Na zijn dood stierf de grafelijke titel uit, terwijl de baronstitel overging op zijn achterneef, Francis Howard, 5e baron Howard of Effingham, wiens nazaten tegenwoordig de titel graaf van Effingham dragen.